# Volta à Polónia de 2019
A 76.ª edição da competição ciclista Volta à Polónia é uma prova de ciclismo de estrada por etapas que decorre entre 3 e 9 de agosto de 2019 na Polónia com início na cidade de Cracóvia e final no município de Bukowina Tatrzańska sobre um percurso de 1 080,5 quilómetros.
A prova faz parte do UCI World Tour de 2019, sendo a vigésima nona competição do calendário de máxima categoria mundial. O vencedor final foi o russo Pavel Sivakov da INEOS seguido do australiano Jai Hindley da Sunweb e o italiano Diego Ulissi da UAE Emirates.
O ciclista belga Bjorg Lambrecht da equipe Lotto-Soudal faleceu em 5 de agosto de 2019 em decorrência de uma queda próximo a cidade de Rybnik.

## Equipas participantes
Uma vez que a Volta à Polónia de 2019 é um evento do UCI World Tour, todas as dezoito equipas World Trip da UCI foram convidadas automaticamente e obrigadas a participar na corrida. Juntamente com uma seleção nacional polaca, três equipas da UCI Professional Continental receberam convites para a corrida e, como tal, formaram o pelotão de 22 equipas do evento. As equipas participantes foram:
| Equipes WorldTeam (18)- AG2R La Mondiale - Astana - Bahrain-Merida - Bora-hansgrohe - CCC Team - Deceuninck-Quick Step - Dimension Data - EF Education First - Groupama-FDJ - Team Jumbo-Visma - Lotto Soudal - Mitchelton-Scott - Movistar Team - Katusha-Alpecin - Ineos - Team Sunweb - Trek-Segafredo - UAE Team Emirates Equipes profissionais Continentais (3)- Team Novo Nordisk - Cofidis, Solutions Crédits - Gazprom-RusVelo Equipe nacional- Polónia |
| |

## Percorrido
A Volta à Polónia dispôs de sete etapas dividido em três etapas planas, uma em media montanha, e três etapas de alta montanha, para um percurso total de 1080,5 quilómetros.
| Etapa | Data   | Percurso                                  | type           | Distância (km) | Vencedor              | Líder geral      |
| ----- | ------ | ----------------------------------------- | -------------- | -------------- | --------------------- | ---------------- |
| 1     | 3 ago. | Cracóvia – Cracóvia                       | etapa plana    | 132            | Pascal Ackermann      | Pascal Ackermann |
| 2     | 4 ago. | Tarnowskie Góry – Katowice                | etapa plana    | 153            | Luka Mezgec           | Pascal Ackermann |
| 3     | 5 ago. | Stadion Śląski – Zabrze                   | etapa plana    | 150,5          | Pascal Ackermann      | Pascal Ackermann |
| 4     | 6 ago. | Jaworzno – Kocierz (Beskid Mały)          | alta montanha  | 133,7          | cancelamento da etapa | Pascal Ackermann |
| 5     | 7 ago. | Salt Mine Museum – Bielsko-Biała          | média montanha | 154            | Luka Mezgec           | Pascal Ackermann |
| 6     | 8 ago. | Zakopane – Kościelisko                    | alta montanha  | 160            | Jonas Vingegaard      | Jonas Vingegaard |
| 7     | 9 ago. | Bukowina Tatrzańska – Bukowina Tatrzańska | alta montanha  | 153            | Matej Mohorič         | Pavel Sivakov    |

## Desenvolvimento da carreira

### 1.ª etapa
| Cracóvia - Cracóvia | etapa plana | (132 km) |

| \| Classificação por etapas \| Classificação por etapas \| Classificação por etapas \| Classificação por etapas \| Classificação por etapas \| \| Ciclista \| Ciclista \| Equipe \| Tempo \| \| \| ------------------------ \| ------------------------ \| ------------------------ \| ------------------------ \| ------------------------ \| \| 1. \| Pascal Ackermann \| Bora-Hansgrohe \| 2h57m58s \| \| \| 2. \| Fernando Gaviria \| UAE Team Emirates \| + 0s \| \| \| 3. \| Fabio Jakobsen \| Deceuninck-Quick Step \| + 0s \| \| \| 4. \| Max Walscheid \| Team Sunweb \| + 0s \| \| \| 5. \| Danny van Poppel \| Team Jumbo-Visma \| + 0s \| \| \| 6. \| Jakub Mareczko \| CCC Team \| + 0s \| \| \| 7. \| Sacha Modolo \| EF Education First \| + 0s \| \| \| 8. \| Paweł Franczak \| Polónia \| + 0s \| \| \| 9. \| John Degenkolb \| Trek-Segafredo \| + 0s \| \| \| 10. \| Luka Mezgec \| Mitchelton-Scott \| + 0s \| \| |                  |                       |          |
| |                  |                       |          |
| |                  |                       |          |
| Classificação por etapas |                  |                       |          |
| Ciclista | Ciclista         | Equipe                | Tempo    |
| 1. | Pascal Ackermann | Bora-Hansgrohe        | 2h57m58s |
| 2. | Fernando Gaviria | UAE Team Emirates     | + 0s     |
| 3. | Fabio Jakobsen   | Deceuninck-Quick Step | + 0s     |
| 4. | Max Walscheid    | Team Sunweb           | + 0s     |
| 5. | Danny van Poppel | Team Jumbo-Visma      | + 0s     |
| 6. | Jakub Mareczko   | CCC Team              | + 0s     |
| 7. | Sacha Modolo     | EF Education First    | + 0s     |
| 8. | Paweł Franczak   | Polónia               | + 0s     |
| 9. | John Degenkolb   | Trek-Segafredo        | + 0s     |
| 10. | Luka Mezgec      | Mitchelton-Scott      | + 0s     |

| \| Classificação geral \| Classificação geral \| Classificação geral \| Classificação geral \| Classificação geral \| \| Ciclista \| Ciclista \| Equipe \| Tempo \| \| \| ------------------- \| ------------------- \| --------------------- \| ------------------- \| ------------------- \| \| 1. \| Pascal Ackermann \| Bora-Hansgrohe \| 2h57m48s \| \| \| 2. \| Jakub Kaczmarek \| Polónia \| + 3s \| \| \| 3. \| Fernando Gaviria \| UAE Team Emirates \| + 4s \| \| \| 4. \| Charles Planet \| Team Novo Nordisk \| + 4s \| \| \| 5. \| Fabio Jakobsen \| Deceuninck-Quick Step \| + 6s \| \| \| 6. \| Adrian Kurek \| Polónia \| + 7s \| \| \| 7. \| Matej Mohorič \| Bahrain-Merida \| + 9s \| \| \| 8. \| Quentin Jauregui \| AG2R La Mondiale \| + 9s \| \| \| 9. \| Max Walscheid \| Team Sunweb \| + 10s \| \| \| 10. \| Danny van Poppel \| Team Jumbo-Visma \| + 10s \| \| |                  |                       |          |
| |                  |                       |          |
| |                  |                       |          |
| Classificação geral |                  |                       |          |
| Ciclista | Ciclista         | Equipe                | Tempo    |
| 1. | Pascal Ackermann | Bora-Hansgrohe        | 2h57m48s |
| 2. | Jakub Kaczmarek  | Polónia               | + 3s     |
| 3. | Fernando Gaviria | UAE Team Emirates     | + 4s     |
| 4. | Charles Planet   | Team Novo Nordisk     | + 4s     |
| 5. | Fabio Jakobsen   | Deceuninck-Quick Step | + 6s     |
| 6. | Adrian Kurek     | Polónia               | + 7s     |
| 7. | Matej Mohorič    | Bahrain-Merida        | + 9s     |
| 8. | Quentin Jauregui | AG2R La Mondiale      | + 9s     |
| 9. | Max Walscheid    | Team Sunweb           | + 10s    |
| 10. | Danny van Poppel | Team Jumbo-Visma      | + 10s    |

### 2.ª etapa
| Tarnowskie Góry - Katowice | etapa plana | (153 km) |

| \| Classificação por etapas \| Classificação por etapas \| Classificação por etapas \| Classificação por etapas \| Classificação por etapas \| \| Ciclista \| Ciclista \| Equipe \| Tempo \| \| \| ------------------------ \| ------------------------ \| ------------------------ \| ------------------------ \| ------------------------ \| \| 1. \| Luka Mezgec \| Mitchelton-Scott \| 3h32m42s \| \| \| 2. \| Fernando Gaviria \| UAE Team Emirates \| + 0s \| \| \| 3. \| Pascal Ackermann \| Bora-Hansgrohe \| + 0s \| \| \| 4. \| Danny van Poppel \| Team Jumbo-Visma \| + 0s \| \| \| 5. \| Marc Sarreau \| Groupama-FDJ \| + 0s \| \| \| 6. \| Max Walscheid \| Team Sunweb \| + 0s \| \| \| 7. \| Sacha Modolo \| EF Education First \| + 0s \| \| \| 8. \| Clément Venturini \| AG2R La Mondiale \| + 0s \| \| \| 9. \| Matej Mohorič \| Bahrain-Merida \| + 0s \| \| \| 10. \| Enzo Wouters \| Lotto-Soudal \| + 0s \| \| |                   |                    |          |
| |                   |                    |          |
| |                   |                    |          |
| Classificação por etapas |                   |                    |          |
| Ciclista | Ciclista          | Equipe             | Tempo    |
| 1. | Luka Mezgec       | Mitchelton-Scott   | 3h32m42s |
| 2. | Fernando Gaviria  | UAE Team Emirates  | + 0s     |
| 3. | Pascal Ackermann  | Bora-Hansgrohe     | + 0s     |
| 4. | Danny van Poppel  | Team Jumbo-Visma   | + 0s     |
| 5. | Marc Sarreau      | Groupama-FDJ       | + 0s     |
| 6. | Max Walscheid     | Team Sunweb        | + 0s     |
| 7. | Sacha Modolo      | EF Education First | + 0s     |
| 8. | Clément Venturini | AG2R La Mondiale   | + 0s     |
| 9. | Matej Mohorič     | Bahrain-Merida     | + 0s     |
| 10. | Enzo Wouters      | Lotto-Soudal       | + 0s     |

| \| Classificação geral \| Classificação geral \| Classificação geral \| Classificação geral \| Classificação geral \| \| Ciclista \| Ciclista \| Equipe \| Tempo \| \| \| ------------------- \| ------------------- \| --------------------- \| ------------------- \| ------------------- \| \| 1. \| Pascal Ackermann \| Bora-Hansgrohe \| 6h30m26s \| \| \| 2. \| Charles Planet \| Team Novo Nordisk \| + 1s \| \| \| 3. \| Fernando Gaviria \| UAE Team Emirates \| + 2s \| \| \| 4. \| Luka Mezgec \| Mitchelton-Scott \| + 4s \| \| \| 5. \| Paweł Franczak \| Polónia \| + 6s \| \| \| 6. \| Jakub Kaczmarek \| Polónia \| + 7s \| \| \| 7. \| Fabio Jakobsen \| Deceuninck-Quick Step \| + 10s \| \| \| 8. \| Ben Swift \| Team Ineos \| + 12s \| \| \| 9. \| Quentin Jauregui \| AG2R La Mondiale \| + 12s \| \| \| 10. \| Matej Mohorič \| Bahrain-Merida \| + 13s \| \| |                  |                       |          |
| |                  |                       |          |
| |                  |                       |          |
| Classificação geral |                  |                       |          |
| Ciclista | Ciclista         | Equipe                | Tempo    |
| 1. | Pascal Ackermann | Bora-Hansgrohe        | 6h30m26s |
| 2. | Charles Planet   | Team Novo Nordisk     | + 1s     |
| 3. | Fernando Gaviria | UAE Team Emirates     | + 2s     |
| 4. | Luka Mezgec      | Mitchelton-Scott      | + 4s     |
| 5. | Paweł Franczak   | Polónia               | + 6s     |
| 6. | Jakub Kaczmarek  | Polónia               | + 7s     |
| 7. | Fabio Jakobsen   | Deceuninck-Quick Step | + 10s    |
| 8. | Ben Swift        | Team Ineos            | + 12s    |
| 9. | Quentin Jauregui | AG2R La Mondiale      | + 12s    |
| 10. | Matej Mohorič    | Bahrain-Merida        | + 13s    |

### 3.ª etapa
| Stadion Śląski - Zabrze | etapa plana | (150,5 km) |

| \| Classificação por etapas \| Classificação por etapas \| Classificação por etapas \| Classificação por etapas \| Classificação por etapas \| \| Ciclista \| Ciclista \| Equipe \| Tempo \| \| \| ------------------------ \| ------------------------ \| ------------------------ \| ------------------------ \| ------------------------ \| \| 1. \| Pascal Ackermann \| Bora-Hansgrohe \| 3h29m41s \| \| \| 2. \| Danny van Poppel \| Team Jumbo-Visma \| + 0s \| \| \| 3. \| Mads Pedersen \| Trek-Segafredo \| + 0s \| \| \| 4. \| John Degenkolb \| Trek-Segafredo \| + 0s \| \| \| 5. \| Max Walscheid \| Team Sunweb \| + 0s \| \| \| 6. \| Mark Cavendish \| Dimension Data \| + 0s \| \| \| 7. \| Marc Sarreau \| Groupama-FDJ \| + 0s \| \| \| 8. \| Andrea Peron \| Team Novo Nordisk \| + 0s \| \| \| 9. \| Fernando Gaviria \| UAE Team Emirates \| + 0s \| \| \| 10. \| Matej Mohorič \| Bahrain-Merida \| + 0s \| \| |                  |                   |          |
| |                  |                   |          |
| |                  |                   |          |
| Classificação por etapas |                  |                   |          |
| Ciclista | Ciclista         | Equipe            | Tempo    |
| 1. | Pascal Ackermann | Bora-Hansgrohe    | 3h29m41s |
| 2. | Danny van Poppel | Team Jumbo-Visma  | + 0s     |
| 3. | Mads Pedersen    | Trek-Segafredo    | + 0s     |
| 4. | John Degenkolb   | Trek-Segafredo    | + 0s     |
| 5. | Max Walscheid    | Team Sunweb       | + 0s     |
| 6. | Mark Cavendish   | Dimension Data    | + 0s     |
| 7. | Marc Sarreau     | Groupama-FDJ      | + 0s     |
| 8. | Andrea Peron     | Team Novo Nordisk | + 0s     |
| 9. | Fernando Gaviria | UAE Team Emirates | + 0s     |
| 10. | Matej Mohorič    | Bahrain-Merida    | + 0s     |

| \| Classificação geral \| Classificação geral \| Classificação geral \| Classificação geral \| Classificação geral \| \| Ciclista \| Ciclista \| Equipe \| Tempo \| \| \| ------------------- \| ------------------- \| --------------------- \| ------------------- \| ------------------- \| \| 1. \| Pascal Ackermann \| Bora-Hansgrohe \| 9h59m57s \| \| \| 2. \| Fernando Gaviria \| UAE Team Emirates \| + 12s \| \| \| 3. \| Luka Mezgec \| Mitchelton-Scott \| + 14s \| \| \| 4. \| Paweł Franczak \| Polónia \| + 16s \| \| \| 5. \| Jakub Kaczmarek \| Polónia \| + 17s \| \| \| 6. \| Danny van Poppel \| Team Jumbo-Visma \| + 18s \| \| \| 7. \| Fabio Jakobsen \| Deceuninck-Quick Step \| + 20s \| \| \| 8. \| Ben Swift \| Team Ineos \| + 22s \| \| \| 9. \| Quentin Jauregui \| AG2R La Mondiale \| + 22s \| \| \| 10. \| Matej Mohorič \| Bahrain-Merida \| + 23s \| \| |                  |                       |          |
| |                  |                       |          |
| |                  |                       |          |
| Classificação geral |                  |                       |          |
| Ciclista | Ciclista         | Equipe                | Tempo    |
| 1. | Pascal Ackermann | Bora-Hansgrohe        | 9h59m57s |
| 2. | Fernando Gaviria | UAE Team Emirates     | + 12s    |
| 3. | Luka Mezgec      | Mitchelton-Scott      | + 14s    |
| 4. | Paweł Franczak   | Polónia               | + 16s    |
| 5. | Jakub Kaczmarek  | Polónia               | + 17s    |
| 6. | Danny van Poppel | Team Jumbo-Visma      | + 18s    |
| 7. | Fabio Jakobsen   | Deceuninck-Quick Step | + 20s    |
| 8. | Ben Swift        | Team Ineos            | + 22s    |
| 9. | Quentin Jauregui | AG2R La Mondiale      | + 22s    |
| 10. | Matej Mohorič    | Bahrain-Merida        | + 23s    |

### 4.ª etapa
| Jaworzno - Kocierz (Beskid Mały) | alta montanha | (133,7 km) |

| \| Classificação por etapas \| Classificação por etapas \| Classificação por etapas \| Classificação por etapas \| Classificação por etapas \| \| Ciclista \| Ciclista \| Equipe \| Tempo \| \| \| ------------------------ \| ------------------------ \| ------------------------ \| ------------------------ \| ------------------------ \| |          |        |       |
| |          |        |       |
| |          |        |       |
| Classificação por etapas |          |        |       |
| Ciclista | Ciclista | Equipe | Tempo |

| \| Classificação geral \| Classificação geral \| Classificação geral \| Classificação geral \| Classificação geral \| \| Ciclista \| Ciclista \| Equipe \| Tempo \| \| \| ------------------- \| ------------------- \| --------------------- \| ------------------- \| ------------------- \| \| 1. \| Pascal Ackermann \| Bora-Hansgrohe \| 14h16m45s \| \| \| 2. \| Fernando Gaviria \| UAE Team Emirates \| + 12s \| \| \| 3. \| Luka Mezgec \| Mitchelton-Scott \| + 14s \| \| \| 4. \| Paweł Franczak \| Polónia \| + 16s \| \| \| 5. \| Jakub Kaczmarek \| Polónia \| + 17s \| \| \| 6. \| Fabio Jakobsen \| Deceuninck-Quick Step \| + 18s \| \| \| 7. \| Danny van Poppel \| Team Jumbo-Visma \| + 20s \| \| \| 8. \| Ben Swift \| Team Ineos \| + 22s \| \| \| 9. \| Quentin Jauregui \| AG2R La Mondiale \| + 22s \| \| \| 10. \| Matej Mohorič \| Bahrain-Merida \| + 23s \| \| |                  |                       |           |
| |                  |                       |           |
| |                  |                       |           |
| Classificação geral |                  |                       |           |
| Ciclista | Ciclista         | Equipe                | Tempo     |
| 1. | Pascal Ackermann | Bora-Hansgrohe        | 14h16m45s |
| 2. | Fernando Gaviria | UAE Team Emirates     | + 12s     |
| 3. | Luka Mezgec      | Mitchelton-Scott      | + 14s     |
| 4. | Paweł Franczak   | Polónia               | + 16s     |
| 5. | Jakub Kaczmarek  | Polónia               | + 17s     |
| 6. | Fabio Jakobsen   | Deceuninck-Quick Step | + 18s     |
| 7. | Danny van Poppel | Team Jumbo-Visma      | + 20s     |
| 8. | Ben Swift        | Team Ineos            | + 22s     |
| 9. | Quentin Jauregui | AG2R La Mondiale      | + 22s     |
| 10. | Matej Mohorič    | Bahrain-Merida        | + 23s     |

### 5.ª etapa
| Salt Mine Museum - Bielsko-Biała | média montanha | (154 km) |

| \| Classificação por etapas \| Classificação por etapas \| Classificação por etapas \| Classificação por etapas \| Classificação por etapas \| \| Ciclista \| Ciclista \| Equipe \| Tempo \| \| \| ------------------------ \| ------------------------ \| ------------------------ \| ------------------------ \| ------------------------ \| \| 1. \| Luka Mezgec \| Mitchelton-Scott \| 3h49m55s \| \| \| 2. \| Eduard Prades \| Movistar Team \| + 0s \| \| \| 3. \| Ben Swift \| Team Ineos \| + 0s \| \| \| 4. \| Petr Vakoč \| Deceuninck-Quick Step \| + 0s \| \| \| 5. \| Pierre Latour \| AG2R La Mondiale \| + 0s \| \| \| 6. \| Rafał Majka \| Bora-Hansgrohe \| + 0s \| \| \| 7. \| Enrico Battaglin \| Katusha-Alpecin \| + 0s \| \| \| 8. \| Marc Sarreau \| Groupama-FDJ \| + 0s \| \| \| 9. \| Chris Hamilton \| Team Sunweb \| + 0s \| \| \| 10. \| Michael Gogl \| Trek-Segafredo \| + 0s \| \| |                  |                       |          |
| |                  |                       |          |
| |                  |                       |          |
| Classificação por etapas |                  |                       |          |
| Ciclista | Ciclista         | Equipe                | Tempo    |
| 1. | Luka Mezgec      | Mitchelton-Scott      | 3h49m55s |
| 2. | Eduard Prades    | Movistar Team         | + 0s     |
| 3. | Ben Swift        | Team Ineos            | + 0s     |
| 4. | Petr Vakoč       | Deceuninck-Quick Step | + 0s     |
| 5. | Pierre Latour    | AG2R La Mondiale      | + 0s     |
| 6. | Rafał Majka      | Bora-Hansgrohe        | + 0s     |
| 7. | Enrico Battaglin | Katusha-Alpecin       | + 0s     |
| 8. | Marc Sarreau     | Groupama-FDJ          | + 0s     |
| 9. | Chris Hamilton   | Team Sunweb           | + 0s     |
| 10. | Michael Gogl     | Trek-Segafredo        | + 0s     |

| \| Classificação geral \| Classificação geral \| Classificação geral \| Classificação geral \| Classificação geral \| \| Ciclista \| Ciclista \| Equipe \| Tempo \| \| \| ------------------- \| ------------------- \| ------------------- \| ------------------- \| ------------------- \| \| 1. \| Pascal Ackermann \| Bora-Hansgrohe \| 18h06m30s \| \| \| 2. \| Luka Mezgec \| Mitchelton-Scott \| + 4s \| \| \| 3. \| Ben Swift \| Team Ineos \| + 16s \| \| \| 4. \| Eduard Prades \| Movistar Team \| + 18s \| \| \| 5. \| Matej Mohorič \| Bahrain-Merida \| + 20s \| \| \| 6. \| Quentin Jauregui \| AG2R La Mondiale \| + 22s \| \| \| 7. \| Pierre Latour \| AG2R La Mondiale \| + 23s \| \| \| 8. \| Marc Sarreau \| Groupama-FDJ \| + 24s \| \| \| 9. \| Clément Venturini \| AG2R La Mondiale \| + 24s \| \| \| 10. \| Diego Ulissi \| UAE Team Emirates \| + 24s \| \| |                   |                   |           |
| |                   |                   |           |
| |                   |                   |           |
| Classificação geral |                   |                   |           |
| Ciclista | Ciclista          | Equipe            | Tempo     |
| 1. | Pascal Ackermann  | Bora-Hansgrohe    | 18h06m30s |
| 2. | Luka Mezgec       | Mitchelton-Scott  | + 4s      |
| 3. | Ben Swift         | Team Ineos        | + 16s     |
| 4. | Eduard Prades     | Movistar Team     | + 18s     |
| 5. | Matej Mohorič     | Bahrain-Merida    | + 20s     |
| 6. | Quentin Jauregui  | AG2R La Mondiale  | + 22s     |
| 7. | Pierre Latour     | AG2R La Mondiale  | + 23s     |
| 8. | Marc Sarreau      | Groupama-FDJ      | + 24s     |
| 9. | Clément Venturini | AG2R La Mondiale  | + 24s     |
| 10. | Diego Ulissi      | UAE Team Emirates | + 24s     |

### 6.ª etapa
| Zakopane - Kościelisko | alta montanha | (160 km) |

| \| Classificação por etapas \| Classificação por etapas \| Classificação por etapas \| Classificação por etapas \| Classificação por etapas \| \| Ciclista \| Ciclista \| Equipe \| Tempo \| \| \| ------------------------ \| ------------------------ \| ------------------------ \| ------------------------ \| ------------------------ \| \| 1. \| Jonas Vingegaard \| Team Jumbo-Visma \| 4h07m13s \| \| \| 2. \| Pavel Sivakov \| Team Ineos \| + 0s \| \| \| 3. \| Jai Hindley \| Team Sunweb \| + 0s \| \| \| 4. \| Sergio Higuita \| EF Education First \| + 8s \| \| \| 5. \| Rafał Majka \| Bora-Hansgrohe \| + 10s \| \| \| 6. \| Pierre Latour \| AG2R La Mondiale \| + 10s \| \| \| 7. \| Davide Formolo \| Bora-Hansgrohe \| + 10s \| \| \| 8. \| Tao Geoghegan Hart \| Team Ineos \| + 10s \| \| \| 9. \| Chris Hamilton \| Team Sunweb \| + 10s \| \| \| 10. \| Diego Ulissi \| UAE Team Emirates \| + 10s \| \| |                    |                    |          |
| |                    |                    |          |
| |                    |                    |          |
| Classificação por etapas |                    |                    |          |
| Ciclista | Ciclista           | Equipe             | Tempo    |
| 1. | Jonas Vingegaard   | Team Jumbo-Visma   | 4h07m13s |
| 2. | Pavel Sivakov      | Team Ineos         | + 0s     |
| 3. | Jai Hindley        | Team Sunweb        | + 0s     |
| 4. | Sergio Higuita     | EF Education First | + 8s     |
| 5. | Rafał Majka        | Bora-Hansgrohe     | + 10s    |
| 6. | Pierre Latour      | AG2R La Mondiale   | + 10s    |
| 7. | Davide Formolo     | Bora-Hansgrohe     | + 10s    |
| 8. | Tao Geoghegan Hart | Team Ineos         | + 10s    |
| 9. | Chris Hamilton     | Team Sunweb        | + 10s    |
| 10. | Diego Ulissi       | UAE Team Emirates  | + 10s    |

| \| Classificação geral \| Classificação geral \| Classificação geral \| Classificação geral \| Classificação geral \| \| Ciclista \| Ciclista \| Equipe \| Tempo \| \| \| ------------------- \| ------------------- \| --------------------- \| ------------------- \| ------------------- \| \| 1. \| Jonas Vingegaard \| Team Jumbo-Visma \| 22h13m57s \| \| \| 2. \| Pavel Sivakov \| Team Ineos \| + 4s \| \| \| 3. \| Jai Hindley \| Team Sunweb \| + 6s \| \| \| 4. \| Diego Ulissi \| UAE Team Emirates \| + 17s \| \| \| 5. \| Sergio Higuita \| EF Education First \| + 18s \| \| \| 6. \| Pierre Latour \| AG2R La Mondiale \| + 19s \| \| \| 7. \| Davide Formolo \| Bora-Hansgrohe \| + 20s \| \| \| 8. \| Chris Hamilton \| Team Sunweb \| + 20s \| \| \| 9. \| Rafał Majka \| Bora-Hansgrohe \| + 20s \| \| \| 10. \| James Knox \| Deceuninck-Quick Step \| + 20s \| \| |                  |                       |           |
| |                  |                       |           |
| |                  |                       |           |
| Classificação geral |                  |                       |           |
| Ciclista | Ciclista         | Equipe                | Tempo     |
| 1. | Jonas Vingegaard | Team Jumbo-Visma      | 22h13m57s |
| 2. | Pavel Sivakov    | Team Ineos            | + 4s      |
| 3. | Jai Hindley      | Team Sunweb           | + 6s      |
| 4. | Diego Ulissi     | UAE Team Emirates     | + 17s     |
| 5. | Sergio Higuita   | EF Education First    | + 18s     |
| 6. | Pierre Latour    | AG2R La Mondiale      | + 19s     |
| 7. | Davide Formolo   | Bora-Hansgrohe        | + 20s     |
| 8. | Chris Hamilton   | Team Sunweb           | + 20s     |
| 9. | Rafał Majka      | Bora-Hansgrohe        | + 20s     |
| 10. | James Knox       | Deceuninck-Quick Step | + 20s     |

### 7.ª etapa
| Bukowina Tatrzańska - Bukowina Tatrzańska | alta montanha | (153 km) |

| \| Classificação por etapas \| Classificação por etapas \| Classificação por etapas \| Classificação por etapas \| Classificação por etapas \| \| Ciclista \| Ciclista \| Equipe \| Tempo \| \| \| ------------------------ \| ------------------------ \| ------------------------ \| ------------------------ \| ------------------------ \| \| 1. \| Matej Mohorič \| Bahrain-Merida \| 4h04m42s \| \| \| 2. \| Neilson Powless \| Team Jumbo-Visma \| + 55s \| \| \| 3. \| Gianluca Brambilla \| Trek-Segafredo \| + 1m07s \| \| \| 4. \| Tsgabu Grmay \| Mitchelton-Scott \| + 1m19s \| \| \| 5. \| Paweł Poljański \| Bora-Hansgrohe \| + 1m32s \| \| \| 6. \| Daniel Navarro \| Katusha-Alpecin \| + 1m57s \| \| \| 7. \| Kilian Frankiny \| Groupama-FDJ \| + 1m57s \| \| \| 8. \| Pierre Latour \| AG2R La Mondiale \| + 2m15s \| \| \| 9. \| Sergio Higuita \| EF Education First \| + 2m15s \| \| \| 10. \| Diego Ulissi \| UAE Team Emirates \| + 2m15s \| \| |                    |                    |          |
| |                    |                    |          |
| |                    |                    |          |
| Classificação por etapas |                    |                    |          |
| Ciclista | Ciclista           | Equipe             | Tempo    |
| 1. | Matej Mohorič      | Bahrain-Merida     | 4h04m42s |
| 2. | Neilson Powless    | Team Jumbo-Visma   | + 55s    |
| 3. | Gianluca Brambilla | Trek-Segafredo     | + 1m07s  |
| 4. | Tsgabu Grmay       | Mitchelton-Scott   | + 1m19s  |
| 5. | Paweł Poljański    | Bora-Hansgrohe     | + 1m32s  |
| 6. | Daniel Navarro     | Katusha-Alpecin    | + 1m57s  |
| 7. | Kilian Frankiny    | Groupama-FDJ       | + 1m57s  |
| 8. | Pierre Latour      | AG2R La Mondiale   | + 2m15s  |
| 9. | Sergio Higuita     | EF Education First | + 2m15s  |
| 10. | Diego Ulissi       | UAE Team Emirates  | + 2m15s  |

## Classificações finais
- As classificações finalizaram da seguinte forma:[7]

### Classificação geral
| \| Classificação geral \| Classificação geral \| Classificação geral \| Classificação geral \| Classificação geral \| \| Ciclista \| Ciclista \| Equipe \| Tempo \| \| \| ------------------- \| ------------------- \| --------------------- \| ------------------- \| ------------------- \| \| 1. \| Pavel Sivakov \| Team Ineos \| 26h20m58s \| \| \| 2. \| Jai Hindley \| Team Sunweb \| + 2s \| \| \| 3. \| Diego Ulissi \| UAE Team Emirates \| + 12s \| \| \| 4. \| Sergio Higuita \| EF Education First \| + 14s \| \| \| 5. \| Tao Geoghegan Hart \| Team Ineos \| + 14s \| \| \| 6. \| Pierre Latour \| AG2R La Mondiale \| + 15s \| \| \| 7. \| Davide Formolo \| Bora-Hansgrohe \| + 16s \| \| \| 8. \| Chris Hamilton \| Team Sunweb \| + 16s \| \| \| 9. \| Rafał Majka \| Bora-Hansgrohe \| + 16s \| \| \| 10. \| James Knox \| Deceuninck-Quick Step \| + 16s \| \| |                    |                       |           |
| |                    |                       |           |
| Fonte: ProCyclingStats |                    |                       |           |
| Classificação geral |                    |                       |           |
| Ciclista | Ciclista           | Equipe                | Tempo     |
| 1. | Pavel Sivakov      | Team Ineos            | 26h20m58s |
| 2. | Jai Hindley        | Team Sunweb           | + 2s      |
| 3. | Diego Ulissi       | UAE Team Emirates     | + 12s     |
| 4. | Sergio Higuita     | EF Education First    | + 14s     |
| 5. | Tao Geoghegan Hart | Team Ineos            | + 14s     |
| 6. | Pierre Latour      | AG2R La Mondiale      | + 15s     |
| 7. | Davide Formolo     | Bora-Hansgrohe        | + 16s     |
| 8. | Chris Hamilton     | Team Sunweb           | + 16s     |
| 9. | Rafał Majka        | Bora-Hansgrohe        | + 16s     |
| 10. | James Knox         | Deceuninck-Quick Step | + 16s     |

### Classificação por pontos
| Classificação por pontos | Classificação por pontos | Classificação por pontos | Classificação por pontos | Classificação por pontos |
| Ciclista                 | Ciclista                 | Equipe                   | Pontos                   |                          |
| ------------------------ | ------------------------ | ------------------------ | ------------------------ | ------------------------ |

### Classificação da montanha
| Classificação da montanha | Classificação da montanha | Classificação da montanha | Classificação da montanha | Classificação da montanha |
| Ciclista                  | Ciclista                  | Equipe                    | Pontos                    |                           |
| ------------------------- | ------------------------- | ------------------------- | ------------------------- | ------------------------- |
| 1.                        | Simon Geschke             | CCC Team                  | 60 pts                    |                           |
| 2.                        | Tomasz Marczyński         | Lotto-Soudal              | 57 pts                    |                           |
| 3.                        | Matej Mohorič             | Bahrain-Merida            | 35 pts                    |                           |
| 4.                        | Carl Fredrik Hagen        | Lotto-Soudal              | 31 pts                    |                           |
| 5.                        | Geoffrey Bouchard         | AG2R La Mondiale          | 22 pts                    |                           |
| 6.                        | Merhawi Kudus             | Astana                    | 14 pts                    |                           |
| 7.                        | Jonas Vingegaard          | Team Jumbo-Visma          | 14 pts                    |                           |
| 8.                        | Davide Formolo            | Bora-Hansgrohe            | 12 pts                    |                           |
| 9.                        | Jai Hindley               | Team Sunweb               | 10 pts                    |                           |
| 10.                       | Matteo Fabbro             | Katusha-Alpecin           | 10 pts                    |                           |

### Classificação da combatividade
| Classificação da combatividade | Classificação da combatividade | Classificação da combatividade | Classificação da combatividade | Classificação da combatividade |
| Ciclista                       | Ciclista                       | Equipe                         | Pontos                         |                                |
| ------------------------------ | ------------------------------ | ------------------------------ | ------------------------------ | ------------------------------ |
| 1.                             | Charles Planet                 | Team Novo Nordisk              | 19 pts                         |                                |
| 2.                             | Matej Mohorič                  | Bahrain-Merida                 | 15 pts                         |                                |
| 3.                             | Petr Vakoč                     | Deceuninck-Quick Step          | 7 pts                          |                                |
| 4.                             | Diego Ulissi                   | UAE Team Emirates              | 4 pts                          |                                |
| 5.                             | Carl Fredrik Hagen             | Lotto-Soudal                   | 4 pts                          |                                |
| 6.                             | Ben Swift                      | Team Ineos                     | 4 pts                          |                                |
| 7.                             | Geoffrey Bouchard              | AG2R La Mondiale               | 4 pts                          |                                |
| 8.                             | Tao Geoghegan Hart             | Team Ineos                     | 2 pts                          |                                |
| 9.                             | Szymon Rekita                  | Polónia                        | 2 pts                          |                                |
| 10.                            | Quentin Jauregui               | AG2R La Mondiale               | 2 pts                          |                                |

### Classificação por equipas
| Classificação por equipes | Classificação por equipes | Classificação por equipes | Classificação por equipes |
| Equipe                    | Equipe                    | Tempo                     |                           |
| ------------------------- | ------------------------- | ------------------------- | ------------------------- |
| 1.                        | Ineos                     | 79h07m11s                 |                           |
| 2.                        | Team Sunweb               | + 11s                     |                           |
| 3.                        | Mitchelton-Scott          | + 4m09s                   |                           |
| 4.                        | Team Jumbo-Visma          | + 10m59s                  |                           |
| 5.                        | Bora-hansgrohe            | + 11m10s                  |                           |
| 6.                        | EF Education First        | + 17m16s                  |                           |
| 7.                        | Astana                    | + 18m24s                  |                           |
| 8.                        | AG2R La Mondiale          | + 26m28s                  |                           |
| 9.                        | Bahrain-Merida            | + 26m57s                  |                           |
| 10.                       | UAE Team Emirates         | + 30m03s                  |                           |

## Evolução das classificações
| Etapa                 | Vencedor              | Classificação geral | Classificação por pontos | Classificação da montanha | Classificação da combatividade | Classificação por equipas |
| --------------------- | --------------------- | ------------------- | ------------------------ | ------------------------- | ------------------------------ | ------------------------- |
| 1.ª                   | Pascal Ackermann      | Pascal Ackermann    | Pascal Ackermann         | Charles Planet            | Jakub Kaczmarek                | UAE Emirates              |
| 2.ª                   | Luka Mezgec           | Pascal Ackermann    | Pascal Ackermann         | Charles Planet            | Charles Planet                 | Bora-Hansgrohe            |
| 3.ª                   | Pascal Ackermann      | Pascal Ackermann    | Pascal Ackermann         | Charles Planet            | Charles Planet                 | Bora-Hansgrohe            |
| 4.ª                   | neutralizada          | Pascal Ackermann    | Pascal Ackermann         | Charles Planet            | Charles Planet                 | Bora-Hansgrohe            |
| 5.ª                   | Luka Mezgec           | Pascal Ackermann    | Pascal Ackermann         | Rodrigo Contreras         | Charles Planet                 | Bora-Hansgrohe            |
| 6.ª                   | Jonas Vingegaard      | Jonas Vingegaard    | Marc Sarreau             | Tomasz Marczynski         | Charles Planet                 | INEOS                     |
| 7.ª                   | Matej Mohorič         | Pavel Sivakov       | Marc Sarreau             | Simon Geschke             | Charles Planet                 | INEOS                     |
| Classificações finais | Classificações finais | Pavel Sivakov       | Marc Sarreau             | Simon Geschke             | Charles Planet                 | INEOS                     |

## Ciclistas participantes e posições finais
| Team Ineos INS | Team Ineos INS            | Team Ineos INS |
| -------------- | ------------------------- | -------------- |
| Num            | Ciclista                  | Pos            |
| 1              | Owain Doull (GBR)         | 51.            |
| 2              | Tao Geoghegan Hart (GBR)  | 5.             |
| 3              | Michał Gołaś (POL)        | 67.            |
| 4              | Vasil Kiryienka (BLR)     | 84.            |
| 5              | Salvatore Puccio (ITA)    | 57.            |
| 6              | Pavel Sivakov (RUS)       | 1.             |
| 7              | Ben Swift (GBR) (estrada) | 24.            |

| Deceuninck-Quick Step DQT | Deceuninck-Quick Step DQT      | Deceuninck-Quick Step DQT |
| ------------------------- | ------------------------------ | ------------------------- |
| Num                       | Ciclista                       | Pos                       |
| 11                        | Rémi Cavagna (FRA)             | 82.                       |
| 12                        | Fabio Jakobsen (NED) (estrada) | DNF-7                     |
| 13                        | Bob Jungels (LUX) (estrada)    | 58.                       |
| 14                        | James Knox (GBR)               | 10.                       |
| 15                        | Fabio Sabatini (ITA)           | NP-7                      |
| 16                        | Pieter Serry (BEL)             | 87.                       |
| 17                        | Petr Vakoč (CZE)               | 31.                       |

| Bora-Hansgrohe BOH | Bora-Hansgrohe BOH             | Bora-Hansgrohe BOH |
| ------------------ | ------------------------------ | ------------------ |
| Num                | Ciclista                       | Pos                |
| 21                 | Pascal Ackermann (GER)         | DNF-6              |
| 22                 | Cesare Benedetti (ITA)         | 69.                |
| 23                 | Maciej Bodnar (POL)            | 109.               |
| 24                 | Davide Formolo (ITA) (estrada) | 7.                 |
| 25                 | Rafał Majka (POL)              | 9.                 |
| 26                 | Paweł Poljański (POL)          | 54.                |
| 27                 | Rüdiger Selig (GER)            | DNF-6              |

| Team Jumbo-Visma TJV | Team Jumbo-Visma TJV     | Team Jumbo-Visma TJV |
| -------------------- | ------------------------ | -------------------- |
| Num                  | Ciclista                 | Pos                  |
| 31                   | Lennard Hofstede (NED)   | 73.                  |
| 32                   | Robert Gesink (NED)      | 36.                  |
| 33                   | Neilson Powless (USA)    | 28.                  |
| 34                   | Antwan Tolhoek (NED)     | 13.                  |
| 35                   | Taco van der Hoorn (NED) | 103.                 |
| 36                   | Danny van Poppel (NED)   | DNF-7                |
| 37                   | Jonas Vingegaard (DEN)   | 26.                  |

| Astana AST | Astana AST               | Astana AST |
| ---------- | ------------------------ | ---------- |
| Num        | Ciclista                 | Pos        |
| 41         | Dario Cataldo (ITA)      | 72.        |
| 42         | Rodrigo Contreras (COL)  | 76.        |
| 43         | Jan Hirt (CZE)           | 80.        |
| 44         | Ion Izagirre (ESP)       | 11.        |
| 45         | Merhawi Kudus (ERI)      | 23.        |
| 46         | Miguel Ángel López (COL) | 40.        |
| 47         | Nikita Stalnow (KAZ)     | 81.        |

| UAE Team Emirates UAD | UAE Team Emirates UAD  | UAE Team Emirates UAD |
| --------------------- | ---------------------- | --------------------- |
| Num                   | Ciclista               | Pos                   |
| 51                    | Simone Consonni (ITA)  | DNF-7                 |
| 52                    | Valerio Conti (ITA)    | 49.                   |
| 53                    | Fernando Gaviria (COL) | 89.                   |
| 54                    | Manuele Mori (ITA)     | 79.                   |
| 55                    | Edward Ravasi (ITA)    | 53.                   |
| 56                    | Simone Petilli (ITA)   | 46.                   |
| 57                    | Diego Ulissi (ITA)     | 3.                    |

| Movistar Team MOV | Movistar Team MOV             | Movistar Team MOV |
| ----------------- | ----------------------------- | ----------------- |
| Num               | Ciclista                      | Pos               |
| 61                | Winner Anacona (COL)          | 48.               |
| 62                | Carlos Alberto Betancur (COL) | 41.               |
| 63                | Rubén Fernández (ESP)         | 39.               |
| 64                | Eduard Prades (ESP)           | 34.               |
| 65                | José Joaquín Rojas (ESP)      | 65.               |
| 66                | Eduardo Sepúlveda (ARG)       | 74.               |
| 67                | Rafa Valls (ESP)              | 38.               |

| Bahrain-Merida TBM | Bahrain-Merida TBM          | Bahrain-Merida TBM |
| ------------------ | --------------------------- | ------------------ |
| Num                | Ciclista                    | Pos                |
| 71                 | Feng Chun-kai (TPE)         | DNF-7              |
| 72                 | Matej Mohorič (SLO)         | 27.                |
| 73                 | Domen Novak (SLO) (estrada) | DNF-6              |
| 74                 | Hermann Pernsteiner (AUT)   | 44.                |
| 75                 | Luka Pibernik (SLO)         | 91.                |
| 76                 | Domenico Pozzovivo (ITA)    | 12.                |
| 77                 | Jan Tratnik (SLO)           | 96.                |

| Groupama-FDJ GFC | Groupama-FDJ GFC      | Groupama-FDJ GFC |
| ---------------- | --------------------- | ---------------- |
| Num              | Ciclista              | Pos              |
| 81               | Bruno Armirail (FRA)  | 106.             |
| 82               | Mickaël Delage (FRA)  | DNF-7            |
| 83               | Kilian Frankiny (SUI) | 33.              |
| 84               | Marc Sarreau (FRA)    | 77.              |
| 85               | Romain Seigle (FRA)   | 43.              |
| 86               | Benjamin Thomas (FRA) | 90.              |
| 87               | Léo Vincent (FRA)     | DNF-5            |

| Team Sunweb SUN | Team Sunweb SUN              | Team Sunweb SUN |
| --------------- | ---------------------------- | --------------- |
| Num             | Ciclista                     | Pos             |
| 91              | Asbjørn Kragh Andersen (DEN) | DNF-6           |
| 92              | Chris Hamilton (AUS)         | 8.              |
| 93              | Jai Hindley (AUS)            | 2.              |
| 94              | Robert Power (AUS)           | 95.             |
| 95              | Max Kanter (GER)             | DNF-6           |
| 96              | Michael Storer (AUS)         | 20.             |
| 97              | Max Walscheid (GER)          | DNF-7           |

| Mitchelton-Scott MTS | Mitchelton-Scott MTS      | Mitchelton-Scott MTS |
| -------------------- | ------------------------- | -------------------- |
| Num                  | Ciclista                  | Pos                  |
| 101                  | Sam Bewley (NZL)          | DNF-6                |
| 102                  | Alexander Edmondson (AUS) | 97.                  |
| 103                  | Tsgabu Grmay (ETH)        | 22.                  |
| 104                  | Damien Howson (AUS)       | 35.                  |
| 105                  | Luka Mezgec (SLO)         | DNF-6                |
| 106                  | Mikel Nieve (ESP)         | 16.                  |
| 107                  | Nick Schultz (AUS)        | 25.                  |

| EF Education First EF1 | EF Education First EF1    | EF Education First EF1 |
| ---------------------- | ------------------------- | ---------------------- |
| Num                    | Ciclista                  | Pos                    |
| 111                    | Sacha Modolo (ITA)        | DNF-6                  |
| 112                    | Nathan Brown (USA)        | 21.                    |
| 113                    | Sergio Higuita (COL)      | 4.                     |
| 114                    | Sean Bennett (USA)        | 98.                    |
| 115                    | Logan Owen (USA)          | DNF-7                  |
| 116                    | Julius van den Berg (NED) | 108.                   |
| 117                    | Luis Villalobos (MEX)     | 59.                    |

| Trek-Segafredo TFS | Trek-Segafredo TFS       | Trek-Segafredo TFS |
| ------------------ | ------------------------ | ------------------ |
| Num                | Ciclista                 | Pos                |
| 121                | Fumiyuki Beppu (JPN)     | DNF-6              |
| 122                | Gianluca Brambilla (ITA) | 30.                |
| 123                | Nicola Conci (ITA)       | 17.                |
| 124                | John Degenkolb (GER)     | 94.                |
| 125                | Michael Gogl (AUT)       | 66.                |
| 126                | Mads Pedersen (DEN)      | DNF-7              |

| AG2R La Mondiale ALM | AG2R La Mondiale ALM    | AG2R La Mondiale ALM |
| -------------------- | ----------------------- | -------------------- |
| Num                  | Ciclista                | Pos                  |
| 131                  | Geoffrey Bouchard (FRA) | 29.                  |
| 132                  | Clément Chevrier (FRA)  | 52.                  |
| 133                  | Silvan Dillier (SUI)    | DNF-7                |
| 134                  | Alexandre Geniez (FRA)  | DNF-6                |
| 135                  | Quentin Jauregui (FRA)  | 61.                  |
| 136                  | Pierre Latour (FRA)     | 6.                   |
| 137                  | Clément Venturini (FRA) | 64.                  |

| Lotto-Soudal LTS | Lotto-Soudal LTS         | Lotto-Soudal LTS |
| ---------------- | ------------------------ | ---------------- |
| Num              | Ciclista                 | Pos              |
| 141              | Sander Armée (BEL)       | 47.              |
| 142              | Carl Fredrik Hagen (NOR) | 18.              |
| 143              | Bjorg Lambrecht (BEL)    | DNF-3            |
| 144              | Tomasz Marczyński (POL)  | 62.              |
| 145              | Harm Vanhoucke (BEL)     | 88.              |
| 146              | Jelle Wallays (BEL)      | DNF-6            |
| 147              | Enzo Wouters (BEL)       | DNF-6            |

| CCC Team CCC | CCC Team CCC         | CCC Team CCC |
| ------------ | -------------------- | ------------ |
| Num          | Ciclista             | Pos          |
| 151          | Amaro Antunes (POR)  | 75.          |
| 152          | Simon Geschke (GER)  | 19.          |
| 153          | Kamil Gradek (POL)   | 85.          |
| 154          | Jakub Mareczko (ITA) | NP-6         |
| 155          | Łukasz Owsian (POL)  | 42.          |
| 156          | Serge Pauwels (BEL)  | 63.          |
| 157          | Paweł Bernas (POL)   | 100.         |

| Katusha-Alpecin TKA | Katusha-Alpecin TKA    | Katusha-Alpecin TKA |
| ------------------- | ---------------------- | ------------------- |
| Num                 | Ciclista               | Pos                 |
| 161                 | Enrico Battaglin (ITA) | 92.                 |
| 162                 | Matteo Fabbro (ITA)    | 14.                 |
| 163                 | Reto Hollenstein (SUI) | 102.                |
| 164                 | Pavel Kochetkov (RUS)  | 55.                 |
| 165                 | Daniel Navarro (ESP)   | 32.                 |
| 166                 | Simon Špilak (SLO)     | DNF-6               |
| 167                 | Dmitry Strakhov (RUS)  | DNF-7               |

| Dimension Data TDD | Dimension Data TDD      | Dimension Data TDD |
| ------------------ | ----------------------- | ------------------ |
| Num                | Ciclista                | Pos                |
| 171                | Mark Cavendish (GBR)    | NP-6               |
| 172                | Stefan de Bod (RSA)     | 86.                |
| 173                | Bernhard Eisel (AUT)    | DNF-6              |
| 174                | Enrico Gasparotto (ITA) | 37.                |
| 175                | Gino Mäder (SUI)        | NP-5               |
| 176                | Ben O'Connor (AUS)      | 71.                |
| 177                | Jacobus Venter (RSA)    | 104.               |

| Polónia POL | Polónia POL      | Polónia POL |
| ----------- | ---------------- | ----------- |
| Num         | Ciclista         | Pos         |
| 181         | Paweł Cieślik    | 83.         |
| 182         | Paweł Franczak   | DNF-7       |
| 183         | Jakub Kaczmarek  | DNF-7       |
| 184         | Adrian Kurek     | DNF-6       |
| 185         | Maciej Paterski  | 101.        |
| 186         | Szymon Rekita    | 50.         |
| 187         | Marek Rutkiewicz | 60.         |

| Cofidis, Solutions Crédits COF | Cofidis, Solutions Crédits COF | Cofidis, Solutions Crédits COF |
| ------------------------------ | ------------------------------ | ------------------------------ |
| Num                            | Ciclista                       | Pos                            |
| 191                            | Darwin Atapuma (COL)           | DNF-7                          |
| 192                            | Nicolas Edet (FRA)             | 15.                            |
| 193                            | Filippo Fortin (ITA)           | DNF-1                          |
| 194                            | Jesper Hansen (DEN)            | DNF-7                          |
| 195                            | José Herrada (ESP)             | 70.                            |
| 196                            | Mathias Le Turnier (FRA)       | 68.                            |
| 197                            | Luis Ángel Maté (ESP)          | DNF-1                          |

| Gazprom-RusVelo GAZ | Gazprom-RusVelo GAZ              | Gazprom-RusVelo GAZ |
| ------------------- | -------------------------------- | ------------------- |
| Num                 | Ciclista                         | Pos                 |
| 201                 | Ildar Arslanov (RUS)             | DNF-6               |
| 202                 | Nicolai Cherkasov (RUS)          | 56.                 |
| 203                 | Ivan Rovny (RUS)                 | 45.                 |
| 204                 | Evgeny Shalunov (RUS)            | 93.                 |
| 205                 | Sergey Shilov (RUS)              | DNF-6               |
| 206                 | Mamyr Stash (RUS)                | DNF-6               |
| 207                 | Aleksandr Vlasov (RUS) (estrada) | DNF-3               |

| Team Novo Nordisk TNN | Team Novo Nordisk TNN | Team Novo Nordisk TNN |
| --------------------- | --------------------- | --------------------- |
| Num                   | Ciclista              | Pos                   |
| 211                   | Sam Brand (GBR)       | 105.                  |
| 212                   | Joonas Henttala (FIN) | DNF-6                 |
| 213                   | Brian Kamstra (NED)   | DNF-6                 |
| 214                   | Péter Kusztor (HUN)   | 78.                   |
| 215                   | David Lozano (ESP)    | 99.                   |
| 216                   | Andrea Peron (ITA)    | 107.                  |
| 217                   | Charles Planet (FRA)  | 110.                  |

| Team Ineos INS | Team Ineos INS            | Team Ineos INS |
| -------------- | ------------------------- | -------------- |
| Num            | Ciclista                  | Pos            |
| 1              | Owain Doull (GBR)         | 51.            |
| 2              | Tao Geoghegan Hart (GBR)  | 5.             |
| 3              | Michał Gołaś (POL)        | 67.            |
| 4              | Vasil Kiryienka (BLR)     | 84.            |
| 5              | Salvatore Puccio (ITA)    | 57.            |
| 6              | Pavel Sivakov (RUS)       | 1.             |
| 7              | Ben Swift (GBR) (estrada) | 24.            |

| Deceuninck-Quick Step DQT | Deceuninck-Quick Step DQT      | Deceuninck-Quick Step DQT |
| ------------------------- | ------------------------------ | ------------------------- |
| Num                       | Ciclista                       | Pos                       |
| 11                        | Rémi Cavagna (FRA)             | 82.                       |
| 12                        | Fabio Jakobsen (NED) (estrada) | DNF-7                     |
| 13                        | Bob Jungels (LUX) (estrada)    | 58.                       |
| 14                        | James Knox (GBR)               | 10.                       |
| 15                        | Fabio Sabatini (ITA)           | NP-7                      |
| 16                        | Pieter Serry (BEL)             | 87.                       |
| 17                        | Petr Vakoč (CZE)               | 31.                       |

| Bora-Hansgrohe BOH | Bora-Hansgrohe BOH             | Bora-Hansgrohe BOH |
| ------------------ | ------------------------------ | ------------------ |
| Num                | Ciclista                       | Pos                |
| 21                 | Pascal Ackermann (GER)         | DNF-6              |
| 22                 | Cesare Benedetti (ITA)         | 69.                |
| 23                 | Maciej Bodnar (POL)            | 109.               |
| 24                 | Davide Formolo (ITA) (estrada) | 7.                 |
| 25                 | Rafał Majka (POL)              | 9.                 |
| 26                 | Paweł Poljański (POL)          | 54.                |
| 27                 | Rüdiger Selig (GER)            | DNF-6              |

| Team Jumbo-Visma TJV | Team Jumbo-Visma TJV     | Team Jumbo-Visma TJV |
| -------------------- | ------------------------ | -------------------- |
| Num                  | Ciclista                 | Pos                  |
| 31                   | Lennard Hofstede (NED)   | 73.                  |
| 32                   | Robert Gesink (NED)      | 36.                  |
| 33                   | Neilson Powless (USA)    | 28.                  |
| 34                   | Antwan Tolhoek (NED)     | 13.                  |
| 35                   | Taco van der Hoorn (NED) | 103.                 |
| 36                   | Danny van Poppel (NED)   | DNF-7                |
| 37                   | Jonas Vingegaard (DEN)   | 26.                  |

| Astana AST | Astana AST               | Astana AST |
| ---------- | ------------------------ | ---------- |
| Num        | Ciclista                 | Pos        |
| 41         | Dario Cataldo (ITA)      | 72.        |
| 42         | Rodrigo Contreras (COL)  | 76.        |
| 43         | Jan Hirt (CZE)           | 80.        |
| 44         | Ion Izagirre (ESP)       | 11.        |
| 45         | Merhawi Kudus (ERI)      | 23.        |
| 46         | Miguel Ángel López (COL) | 40.        |
| 47         | Nikita Stalnow (KAZ)     | 81.        |

| UAE Team Emirates UAD | UAE Team Emirates UAD  | UAE Team Emirates UAD |
| --------------------- | ---------------------- | --------------------- |
| Num                   | Ciclista               | Pos                   |
| 51                    | Simone Consonni (ITA)  | DNF-7                 |
| 52                    | Valerio Conti (ITA)    | 49.                   |
| 53                    | Fernando Gaviria (COL) | 89.                   |
| 54                    | Manuele Mori (ITA)     | 79.                   |
| 55                    | Edward Ravasi (ITA)    | 53.                   |
| 56                    | Simone Petilli (ITA)   | 46.                   |
| 57                    | Diego Ulissi (ITA)     | 3.                    |

| Movistar Team MOV | Movistar Team MOV             | Movistar Team MOV |
| ----------------- | ----------------------------- | ----------------- |
| Num               | Ciclista                      | Pos               |
| 61                | Winner Anacona (COL)          | 48.               |
| 62                | Carlos Alberto Betancur (COL) | 41.               |
| 63                | Rubén Fernández (ESP)         | 39.               |
| 64                | Eduard Prades (ESP)           | 34.               |
| 65                | José Joaquín Rojas (ESP)      | 65.               |
| 66                | Eduardo Sepúlveda (ARG)       | 74.               |
| 67                | Rafa Valls (ESP)              | 38.               |

| Bahrain-Merida TBM | Bahrain-Merida TBM          | Bahrain-Merida TBM |
| ------------------ | --------------------------- | ------------------ |
| Num                | Ciclista                    | Pos                |
| 71                 | Feng Chun-kai (TPE)         | DNF-7              |
| 72                 | Matej Mohorič (SLO)         | 27.                |
| 73                 | Domen Novak (SLO) (estrada) | DNF-6              |
| 74                 | Hermann Pernsteiner (AUT)   | 44.                |
| 75                 | Luka Pibernik (SLO)         | 91.                |
| 76                 | Domenico Pozzovivo (ITA)    | 12.                |
| 77                 | Jan Tratnik (SLO)           | 96.                |

| Groupama-FDJ GFC | Groupama-FDJ GFC      | Groupama-FDJ GFC |
| ---------------- | --------------------- | ---------------- |
| Num              | Ciclista              | Pos              |
| 81               | Bruno Armirail (FRA)  | 106.             |
| 82               | Mickaël Delage (FRA)  | DNF-7            |
| 83               | Kilian Frankiny (SUI) | 33.              |
| 84               | Marc Sarreau (FRA)    | 77.              |
| 85               | Romain Seigle (FRA)   | 43.              |
| 86               | Benjamin Thomas (FRA) | 90.              |
| 87               | Léo Vincent (FRA)     | DNF-5            |

| Team Sunweb SUN | Team Sunweb SUN              | Team Sunweb SUN |
| --------------- | ---------------------------- | --------------- |
| Num             | Ciclista                     | Pos             |
| 91              | Asbjørn Kragh Andersen (DEN) | DNF-6           |
| 92              | Chris Hamilton (AUS)         | 8.              |
| 93              | Jai Hindley (AUS)            | 2.              |
| 94              | Robert Power (AUS)           | 95.             |
| 95              | Max Kanter (GER)             | DNF-6           |
| 96              | Michael Storer (AUS)         | 20.             |
| 97              | Max Walscheid (GER)          | DNF-7           |

| Mitchelton-Scott MTS | Mitchelton-Scott MTS      | Mitchelton-Scott MTS |
| -------------------- | ------------------------- | -------------------- |
| Num                  | Ciclista                  | Pos                  |
| 101                  | Sam Bewley (NZL)          | DNF-6                |
| 102                  | Alexander Edmondson (AUS) | 97.                  |
| 103                  | Tsgabu Grmay (ETH)        | 22.                  |
| 104                  | Damien Howson (AUS)       | 35.                  |
| 105                  | Luka Mezgec (SLO)         | DNF-6                |
| 106                  | Mikel Nieve (ESP)         | 16.                  |
| 107                  | Nick Schultz (AUS)        | 25.                  |

| EF Education First EF1 | EF Education First EF1    | EF Education First EF1 |
| ---------------------- | ------------------------- | ---------------------- |
| Num                    | Ciclista                  | Pos                    |
| 111                    | Sacha Modolo (ITA)        | DNF-6                  |
| 112                    | Nathan Brown (USA)        | 21.                    |
| 113                    | Sergio Higuita (COL)      | 4.                     |
| 114                    | Sean Bennett (USA)        | 98.                    |
| 115                    | Logan Owen (USA)          | DNF-7                  |
| 116                    | Julius van den Berg (NED) | 108.                   |
| 117                    | Luis Villalobos (MEX)     | 59.                    |

| Trek-Segafredo TFS | Trek-Segafredo TFS       | Trek-Segafredo TFS |
| ------------------ | ------------------------ | ------------------ |
| Num                | Ciclista                 | Pos                |
| 121                | Fumiyuki Beppu (JPN)     | DNF-6              |
| 122                | Gianluca Brambilla (ITA) | 30.                |
| 123                | Nicola Conci (ITA)       | 17.                |
| 124                | John Degenkolb (GER)     | 94.                |
| 125                | Michael Gogl (AUT)       | 66.                |
| 126                | Mads Pedersen (DEN)      | DNF-7              |

| AG2R La Mondiale ALM | AG2R La Mondiale ALM    | AG2R La Mondiale ALM |
| -------------------- | ----------------------- | -------------------- |
| Num                  | Ciclista                | Pos                  |
| 131                  | Geoffrey Bouchard (FRA) | 29.                  |
| 132                  | Clément Chevrier (FRA)  | 52.                  |
| 133                  | Silvan Dillier (SUI)    | DNF-7                |
| 134                  | Alexandre Geniez (FRA)  | DNF-6                |
| 135                  | Quentin Jauregui (FRA)  | 61.                  |
| 136                  | Pierre Latour (FRA)     | 6.                   |
| 137                  | Clément Venturini (FRA) | 64.                  |

| Lotto-Soudal LTS | Lotto-Soudal LTS         | Lotto-Soudal LTS |
| ---------------- | ------------------------ | ---------------- |
| Num              | Ciclista                 | Pos              |
| 141              | Sander Armée (BEL)       | 47.              |
| 142              | Carl Fredrik Hagen (NOR) | 18.              |
| 143              | Bjorg Lambrecht (BEL)    | DNF-3            |
| 144              | Tomasz Marczyński (POL)  | 62.              |
| 145              | Harm Vanhoucke (BEL)     | 88.              |
| 146              | Jelle Wallays (BEL)      | DNF-6            |
| 147              | Enzo Wouters (BEL)       | DNF-6            |

| CCC Team CCC | CCC Team CCC         | CCC Team CCC |
| ------------ | -------------------- | ------------ |
| Num          | Ciclista             | Pos          |
| 151          | Amaro Antunes (POR)  | 75.          |
| 152          | Simon Geschke (GER)  | 19.          |
| 153          | Kamil Gradek (POL)   | 85.          |
| 154          | Jakub Mareczko (ITA) | NP-6         |
| 155          | Łukasz Owsian (POL)  | 42.          |
| 156          | Serge Pauwels (BEL)  | 63.          |
| 157          | Paweł Bernas (POL)   | 100.         |

| Katusha-Alpecin TKA | Katusha-Alpecin TKA    | Katusha-Alpecin TKA |
| ------------------- | ---------------------- | ------------------- |
| Num                 | Ciclista               | Pos                 |
| 161                 | Enrico Battaglin (ITA) | 92.                 |
| 162                 | Matteo Fabbro (ITA)    | 14.                 |
| 163                 | Reto Hollenstein (SUI) | 102.                |
| 164                 | Pavel Kochetkov (RUS)  | 55.                 |
| 165                 | Daniel Navarro (ESP)   | 32.                 |
| 166                 | Simon Špilak (SLO)     | DNF-6               |
| 167                 | Dmitry Strakhov (RUS)  | DNF-7               |

| Dimension Data TDD | Dimension Data TDD      | Dimension Data TDD |
| ------------------ | ----------------------- | ------------------ |
| Num                | Ciclista                | Pos                |
| 171                | Mark Cavendish (GBR)    | NP-6               |
| 172                | Stefan de Bod (RSA)     | 86.                |
| 173                | Bernhard Eisel (AUT)    | DNF-6              |
| 174                | Enrico Gasparotto (ITA) | 37.                |
| 175                | Gino Mäder (SUI)        | NP-5               |
| 176                | Ben O'Connor (AUS)      | 71.                |
| 177                | Jacobus Venter (RSA)    | 104.               |

| Polónia POL | Polónia POL      | Polónia POL |
| ----------- | ---------------- | ----------- |
| Num         | Ciclista         | Pos         |
| 181         | Paweł Cieślik    | 83.         |
| 182         | Paweł Franczak   | DNF-7       |
| 183         | Jakub Kaczmarek  | DNF-7       |
| 184         | Adrian Kurek     | DNF-6       |
| 185         | Maciej Paterski  | 101.        |
| 186         | Szymon Rekita    | 50.         |
| 187         | Marek Rutkiewicz | 60.         |

| Cofidis, Solutions Crédits COF | Cofidis, Solutions Crédits COF | Cofidis, Solutions Crédits COF |
| ------------------------------ | ------------------------------ | ------------------------------ |
| Num                            | Ciclista                       | Pos                            |
| 191                            | Darwin Atapuma (COL)           | DNF-7                          |
| 192                            | Nicolas Edet (FRA)             | 15.                            |
| 193                            | Filippo Fortin (ITA)           | DNF-1                          |
| 194                            | Jesper Hansen (DEN)            | DNF-7                          |
| 195                            | José Herrada (ESP)             | 70.                            |
| 196                            | Mathias Le Turnier (FRA)       | 68.                            |
| 197                            | Luis Ángel Maté (ESP)          | DNF-1                          |

| Gazprom-RusVelo GAZ | Gazprom-RusVelo GAZ              | Gazprom-RusVelo GAZ |
| ------------------- | -------------------------------- | ------------------- |
| Num                 | Ciclista                         | Pos                 |
| 201                 | Ildar Arslanov (RUS)             | DNF-6               |
| 202                 | Nicolai Cherkasov (RUS)          | 56.                 |
| 203                 | Ivan Rovny (RUS)                 | 45.                 |
| 204                 | Evgeny Shalunov (RUS)            | 93.                 |
| 205                 | Sergey Shilov (RUS)              | DNF-6               |
| 206                 | Mamyr Stash (RUS)                | DNF-6               |
| 207                 | Aleksandr Vlasov (RUS) (estrada) | DNF-3               |

| Team Novo Nordisk TNN | Team Novo Nordisk TNN | Team Novo Nordisk TNN |
| --------------------- | --------------------- | --------------------- |
| Num                   | Ciclista              | Pos                   |
| 211                   | Sam Brand (GBR)       | 105.                  |
| 212                   | Joonas Henttala (FIN) | DNF-6                 |
| 213                   | Brian Kamstra (NED)   | DNF-6                 |
| 214                   | Péter Kusztor (HUN)   | 78.                   |
| 215                   | David Lozano (ESP)    | 99.                   |
| 216                   | Andrea Peron (ITA)    | 107.                  |
| 217                   | Charles Planet (FRA)  | 110.                  |

Convenções:
- AB-N: Abandono na etapa "N"
- FLT-N: Retiro por chegada fora do limite de tempo na etapa "N"
- NTS-N: Não tomou a saída para a etapa "N"
- DÊS-N: Desclassificado ou expulsado na etapa "N"

## UCI World Ranking
A Volta à Polónia outorga pontos para o UCI World Ranking para corredores das equipas nas categorias UCI World Team, Profissional Continental e Equipas Continentais. As seguintes tabelas mostram o barómetro de pontuação e os 10 corredores que obtiveram mais pontos:
| Posição             | 1.º | 2.º | 3.º | 4.º | 5.º | 6.º | 7.º | 8.º | 9.º | 10.º | 11.º | 12.º | 13.º | 14.º | 15.º | 16.º-20.º | 21.º-30.º | 31.º-50.º | 51.º-55.º | 56.º-60.º |
| Classificação geral | 400 | 320 | 260 | 220 | 180 | 140 | 120 | 100 | 80  | 68   | 56   | 48   | 40   | 32   | 28   | 24        | 16        | 8         | 4         | 2         |
| Por etapa           | 50  | 20  | 8   |     |     |     |     |     |     |      |      |      |      |      |      |           |           |           |           |           |
| Líder               | 8   |     |     |     |     |     |     |     |     |      |      |      |      |      |      |           |           |           |           |           |

| Classificação |                    |                    |       |       |       |       |
| Posição       | Ciclista           | Equipa             | Geral | Etapa | Líder | Total |
| ------------- | ------------------ | ------------------ | ----- | ----- | ----- | ----- |
| 1.º           | Pavel Sivakov      | INEOS              | 500   | 20    | -     | 520   |
| 2.º           | Jai Hindley        | Sunweb             | 400   | 8     | -     | 408   |
| 3.º           | Diego Ulissi       | UAE Emirates       | 325   | -     | -     | 325   |
| 4.º           | Sergio Higuita     | EF Education First | 275   | -     | -     | 275   |
| 5.º           | Tao Geoghegan Hart | INEOS              | 225   | -     | -     | 225   |
| 6.º           | Pierre Latour      | AG2R La Mondiale   | 175   | -     | -     | 175   |
| 7.º           | Davide Formolo     | Bora-Hansgrohe     | 150   | -     | -     | 150   |
| 8.º           | Pascal Ackermann   | Bora-Hansgrohe     | -     | 108   | 40    | 148   |
| 9.º           | Chris Hamilton     | Sunweb             | 125   | -     | -     | 125   |
| 10.º          | Rafał Majka        | Bora-Hansgrohe     | 100   | -     | -     | 100   |